# Das umgedrehte B

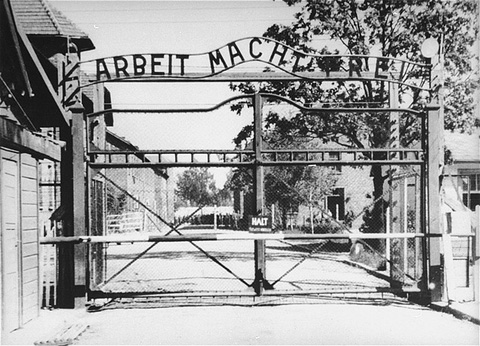
Eingangstor des KZ Auschwitz, Arbeit macht frei (Mai 1945)

Das umgedrehte B in dem Schriftzug „Arbeit macht frei“ am Tor des Stammlagers Auschwitz geht auf eine Aktion polnischer Häftlinge zurück, die im Sommer 1940 in das Konzentrationslager Auschwitz I deportiert wurden. Es gilt als Zeichen des unauffälligen Protestes von Häftlingen über dem Eingang zum Konzentrationslager Auschwitz. Heute steht es auch für die „Gabe der Erinnerung“ des Internationalen Auschwitz Komitees an Persönlichkeiten im In- und Ausland, die sich gegen Antisemitismus, Rassismus, Intoleranz und Menschenverachtung einsetzen.

## Historie
Der Kunstschmied Jan Liwacz, damals 41 Jahre alt, kam am 20. Juni 1940 in das Konzentrationslager Auschwitz mit einem der ersten Transporte aus dem Gefängnis in Wiśnicz und erhielt die frühe Lagernummer 1010. Bereits am 16. Oktober 1939 wurde er von den Deutschen in Bukowsko verhaftet und nach Gefängnisaufenthalten in Sanok, Krosno, Krakau und Nowy Wiśnicz nach Auschwitz deportiert. Liwacz war wegen Widerstandshandlungen mindestens zweimal in Isolationshaft.

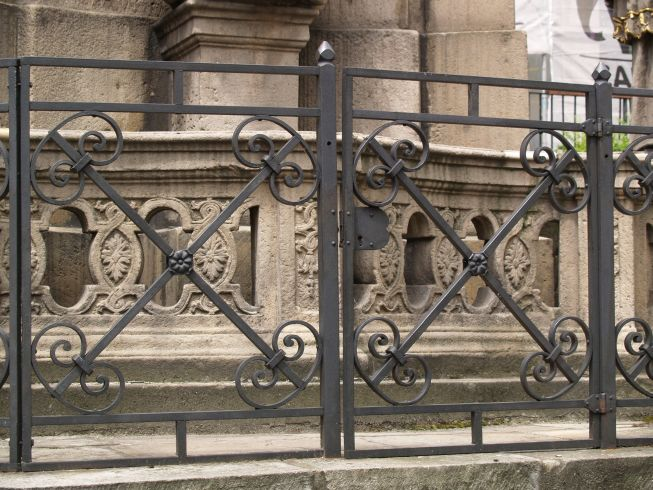
Brunnenumrandung von Jan Liwacz

Liwacz arbeitete in der Schlosserei des Lagers, die die Infrastrukturelemente des Lagers herstellte (Gitter, Handläufe, Geländer usw.). Auf Befehl der SS schmiedete er auch Kronleuchter und Tierkreiszeichen. Bis heute unvergessen und ein Mahnmal ist das umgedrehte B im Schriftzug „Arbeit macht frei“, das die Häftlinge 1940 auf Befehl der SS anfertigen mussten.
In der Schlosserei des Lagers bogen Häftlinge Gasrohre, zwischen denen die Buchstaben eingeschweißt wurden. Das B auf den Kopf zu stellen, so dass der große Bogen oben und der kleine unten ist, war eine lebensgefährliche Aktion. Der erfahrene Kunstschmied hätte niemals das B zufällig umgedreht zwischen die Rohre geklemmt. Ob das „umgedrehte B“ von den Wachmannschaften und vom Lagerkommandanten Rudolf Höß, der mehrmals am Tag das Tor durchschritt, registriert wurde und inwieweit diese Geschichte unter den Häftlingen bekannt war, ist heute nicht mehr zu klären.
Viele Jahre später sagte Jan Liwacz: „Das war eine Art Böswilligkeit, die für uns eine kleine Genugtuung war“. Einige Häftlinge im Lager, unter ihnen Tadeusz Szymański, bedeutender Mitarbeiter im Museum Auschwitz-Birkenau, wussten noch in ihrer Lagerzeit um die Geschichte des B und haben später über diese Widerstandsaktion berichtet.
Tadeusz Szymański schreibt in seinem Buch Verlier die Hoffnung nicht:

„Jahrelang hätte ich es sehen müssen, aber ich habe es nicht gesehen. Genau so haben es Tausende von Häftlingen nicht gesehen, die durch das berühmte Tor ‚Arbeit macht frei‘ des Stammlagers Auschwitz I zur Arbeit geführt wurden oder von der Arbeit zurückamen. Sogar nach dem Kriege gingen Millionen Besucher durch dieses Tor, um die Gedenkstätte zu besuchen, und sahen es nicht. Man wusste, dass der in Dachau geschulte Lagerkommandant das Tor von Dachau nachahmen wollte und dass die Inschrift in der Häftlingsschlosserei hergestellt worden war. Dort hatte man das B verkehrt herum eingeschweißt. Selbst Lagerkommandant Höß und andere SS-Männer haben es nicht bemerkt, denn sonst hätten es die Häftlinge von der Schlosserei zu spüren bekommen. Niemand hat es bemerkt; es ist eben normal, dass man nicht sieht, was man ständig anschaut. Kannst Du zum Beispiel Deine Armbanduhr genau beschreiben?“

Jan Liwacz starb 1980 im Alter von 82 Jahren. Er wurde in Bystrzyca Kłodzka begraben, wo die Skulptur der Heiligen Dreifaltigkeit in der Stadtmitte von einem Zaun umgeben ist. Den Zaun hatte Jan Liwacz geschmiedet.

## Diebstahl des Schriftzuges
In der Nacht zum 18. Dezember 2009 stahlen vier Männer im Auftrag des schwedischen Nazis Anders Högström den Schriftzug. Drei Tage nach dem Diebstahl wurden fünf Männer im Alter von 20 bis 39 Jahren im Norden Polens festgenommen und der Schriftzug in einem Waldversteck aufgefunden. Die Inschrift war in drei Teile zu je einem Wort zerlegt worden. Noch am Morgen nach dem Diebstahl wurde er durch eine Kopie ersetzt, die bereits für den Einsatz während früherer Restaurierungsarbeiten angefertigt worden war. Das Original befindet sich heute im Museum Auschwitz-Birkenau.

## Skulptur „to B remembered“

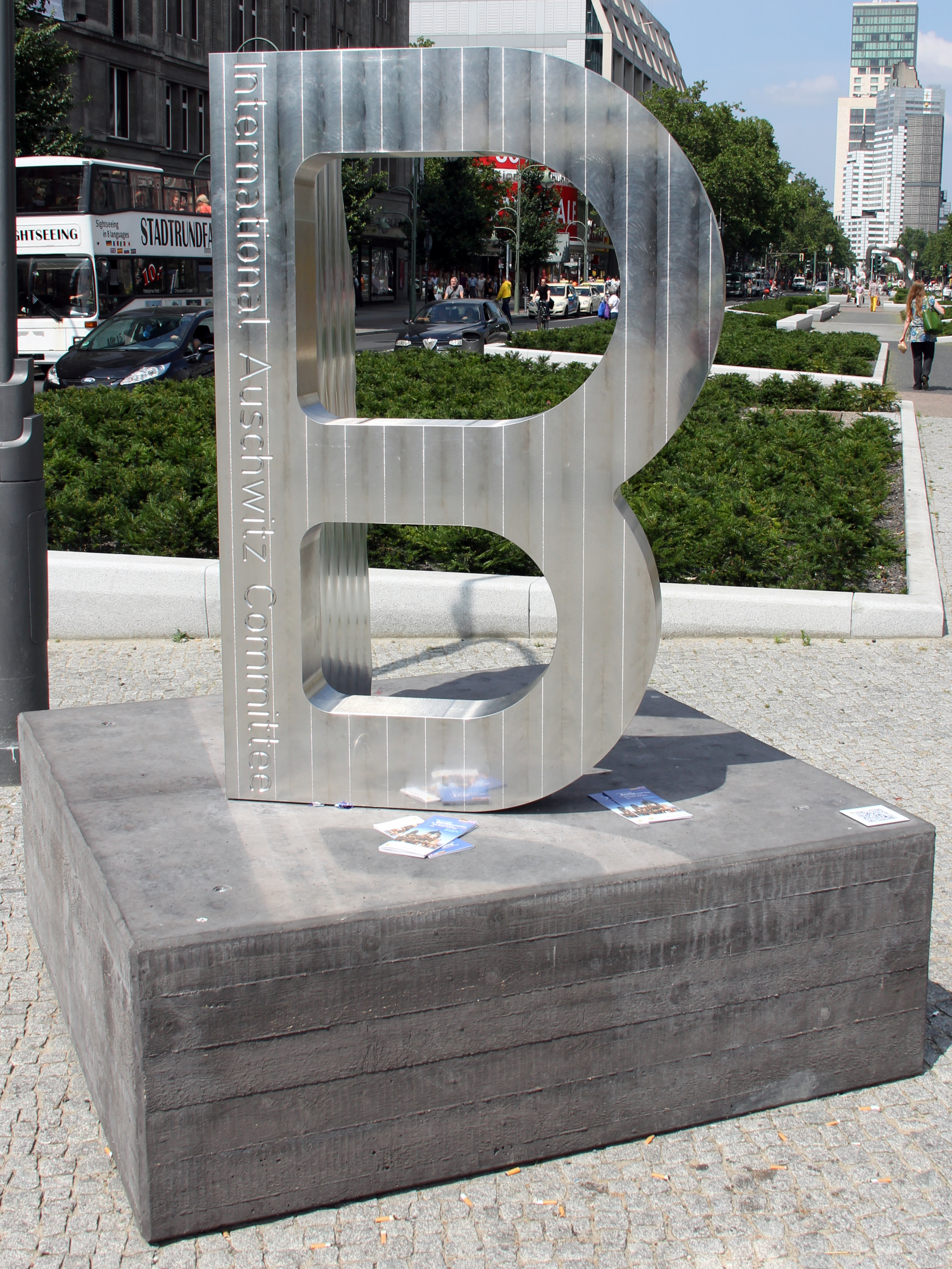
Skulptur to B remembered 2013 am Wittenbergplatz

Die französische Künstlerin Michèle Déodat ist dem Internationalen Auschwitz Komitee seit vielen Jahren eng verbunden. 1978 kam die gebürtige Pariserin als Mitarbeiterin von Aktion Sühnezeichen Friedensdienste nach Berlin und engagiert sich seitdem für die deutsch-französische Aussöhnung. Aus ihrer Kenntnis der in Polen gelegenen KZ-Gedenkstätten Stutthof, Majdanek und Auschwitz, der Inschriften und ihrer Geschichte, entstand die Idee, dieses B zum Symbol des Internationalen Auschwitz Komitees zu machen.

Sie entwarf das B stehend in einem rechten Winkel. Im Hauptbalken des B steht „International Auschwitz Committee“. In der Fläche des rechten Winkels steht der Satz von Roman Kent, dem ehemaligen Präsidenten des Internationalen Auschwitz Komitees::

“Remember: When injustices take place, when people are discriminated against and persecuted – never remain indifferent. Indifference kills.”

„Bedenke: Wenn Ungerechtigkeiten geschieht, wenn Menschen diskriminiert und verfolgt werden - bleibt niemals gleichgültig. Gleichgültigkeit tötet.“

Im Jahr 2010, 65 Jahre nach der Befreiung von Auschwitz, stiftete das Internationale Auschwitz Komitee die Gabe der Erinnerung in der Form des im Lagertor von Auschwitz umgedrehten „B's“ im Wort „Arbeit“: to B remembered. Auf Initiative des Internationalen Auschwitz Komitees und mit Hilfe von Auszubildenden der Volkswagen AG entstand in den VW-Werkstätten in Hannover nach der Idee und dem Entwurf der Künstlerin Michèle Déodat eine zwei Meter hohe und über fünf Tonnen schwere Edelstahlskulptur, die an „das Leid aller Häftlinge, den Mord an den europäischen Juden, Sinti und Roma“ erinnert. Im Juni 2013 wurde das Zeichen des Widerstands gegen die nationalsozialistische Mordherrschaft auf dem Wittenbergplatz im Herzen Berlins feierlich enthüllt.

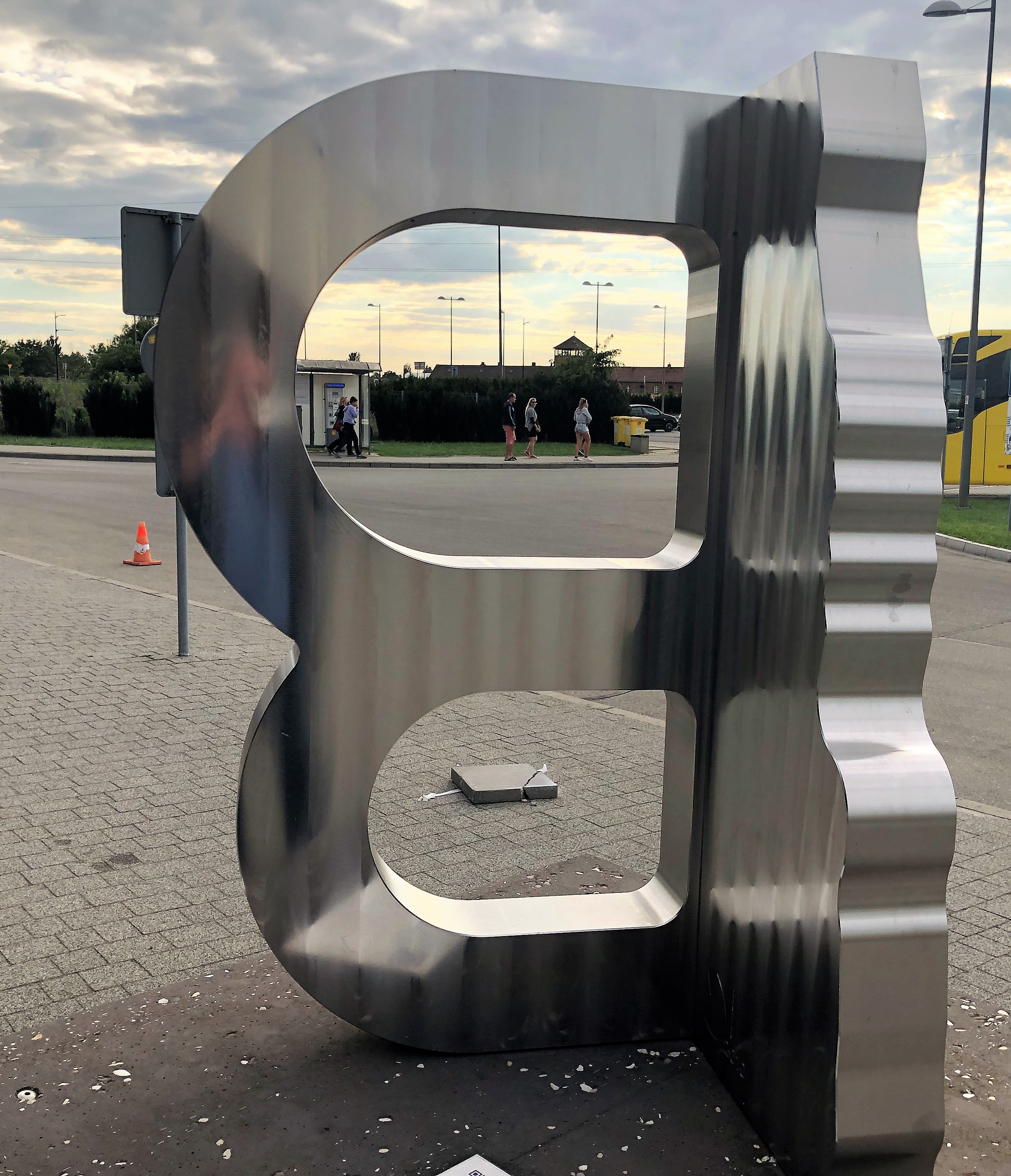
Skulptur to B remembered 2022 in Auschwitz Birkenau

Die Skulptur des umgedrehten B wurde im Januar 2014 nach Brüssel transportiert. Sie fand ihren Platz vor dem Europäischen Parlament am Place du Luxembourg in unmittelbarer Nähe der Agora Simone Veil. So stand sie auf dem Weg der Besucher des Europäischen Parlaments am Rande eines Ortes, der nach der ersten Präsidentin des Parlaments und Auschwitz-Überlebenden Simone Veil benannt ist.
Im Juni 2017 wurde die Skulptur „to B remembered“ im Fußgängerbereich der Treppenstraße in Kassel aufgestellt. Damit im direkten Zugangsbereich zur Documenta 14.
Heute steht die Skulptur in Sichtweite des Eingangs zum Lager Auschwitz-Birkenau.

## Auszeichnung „Gabe der Erinnerung“
Eine handgroße Skulptur ist die „Gabe der Erinnerung“, die das Internationale Auschwitz Komitee seit 2010 an Persönlichkeiten verleiht. Unter den Empfängern des B: Bundeskanzlerin Angela Merkel, König Charles III., damals Prince of Wales; Papst Franziskus, UN-Generalsekretär Ban Ki-moon, der Pianist Igor Levit und – im November 2023 ausgezeichnet – der Maler, Bildhauer und Fotograf Gerhard Richter. Sie alle erhielten ein kleines B, das dem Original gleicht. Auch diese kleinen Skulpturen werden von Volkswagen-Azubis gefertigt.